# GNOME Keyring
GNOME Keyring est un daemon applicatif permettant de gérer l'ensemble des identifiants et mots de passe d'un utilisateur. Les données sensibles sont chiffrées et stockées dans un fichier porte-clé situé dans le répertoire personnel de l'utilisateur. Pour éviter à l'utilisateur de mémoriser un mot de passe supplémentaire, le mot de passe de connexion au compte est utilisé par défaut pour le chiffrement.